# Papa-capim-americano
O papa-capim-americano (nome científico: Spiza americana) é uma espécie de pássaro da família Cardinalidae. É o único membro do gênero Spiza. Seu habitat de reprodução se localiza no centro-oeste da América do Norte. Eles migram em grandes bandos para o sul do México, América Central e norte da América do Sul.